# 2-es metró (Incshon)
Az incshoni 2-es metró (hangul: 인천 도시철도 2호선 , Incshon tosicsholdo 2 hoszon, handzsa: 仁川都市鐵道二號線, RR: Incheon dosicheoldi 2 hoseon) Incshon (Incheon) városában és a Szöuli Fővárosi Területen közlekedő metróvonal, mely egyszerre része az épülő incshoni metróhálózatnak és a szöuli metrónak.

## Állomások
| Állomás száma | Állomás neve átírva                                           | Állomás neve Hangul         | Állomás neve Handzsa        | Átszállás           | Hely              | Hely                            |  |
|               |                                                               |                             |                             |                     |                   |                                 |  |
| I201          | Komdan Orju (Geomdan Oryu) (Komdan (Geomdan) Ipari Komplexum) | 검단오류 (검단산업단지)     | 黔丹梧柳 (黔丹産業團地)     |                     | Incshon (Incheon) | Szo-ku (Seo-gu)                 |  |
| I202          | Vanggil (Wanggil)                                             | 왕길                        | 旺吉                        |                     | Incshon (Incheon) | Szo-ku (Seo-gu)                 |  |
| I203          | Komdan szagori (Geomdan Sageori)                              | 검단사거리                  | 黔丹사거리                  |                     | Incshon (Incheon) | Szo-ku (Seo-gu)                 |  |
| I204          | Madzson (Majeon)                                              | 마전                        | 麻田                        |                     | Incshon (Incheon) | Szo-ku (Seo-gu)                 |  |
| I205          | Vandzsong (Wanjeong)                                          | 완정                        | 完井                        |                     | Incshon (Incheon) | Szo-ku (Seo-gu)                 |  |
| I206          | Tokcsong (Dokjeong)                                           | 독정                        | 篤亭                        |                     | Incshon (Incheon) | Szo-ku (Seo-gu)                 |  |
| I207          | Komam (Geomam)                                                | 검암                        | 黔岩                        | AREX KTX            | Incshon (Incheon) | Szo-ku (Seo-gu)                 |  |
| I208          | Kombaü (Geombawi)                                             | 검바위                      | 黔바위                      |                     | Incshon (Incheon) | Szo-ku (Seo-gu)                 |  |
| I209          | Asiad Stadion (Kongcshon szagori (Gongchon Sageori)           | 아시아드경기장 (공촌사거리) | 아시아드競技場 (公村사거리) |                     | Incshon (Incheon) | Szo-ku (Seo-gu)                 |  |
| I210          | Szo-ku cshong (Seo-gu cheong)                                 | 서구청                      | 西區廳                      |                     | Incshon (Incheon) | Szo-ku (Seo-gu)                 |  |
| I211          | Kadzsong (Gajeong) (Lu 1 City)                                | 가정 (루원시티)             | 佳亭 (루원시티)             |                     | Incshon (Incheon) | Szo-ku (Seo-gu)                 |  |
| I212          | Kadzsong csungang (Gajeong Jungang) piac                      | 가정중앙시장                | 佳亭中央市場                |                     | Incshon (Incheon) | Szo-ku (Seo-gu)                 |  |
| I213          | Szongnam (Seongnam) (Kobuk (Geobuk) piac)                     | 석남 (거북시장)             | 石南 (거북市場)             | 7-es vonal (2020)   | Incshon (Incheon) | Szo-ku (Seo-gu)                 |  |
| I214          | Nyugati Női Közösségi Központ                                 | 서부여성회관                | 西部女性會館                |                     | Incshon (Incheon) | Szo-ku (Seo-gu)                 |  |
| I215          | Incshon Kadzsva (Incheon Gajwa)                               | 인천가좌                    | 仁川佳佐                    |                     | Incshon (Incheon) | Szo-ku (Seo-gu)                 |  |
| I216          | Kadzseul (Gajaeul)                                            | 가재울                      | 가재울                      |                     | Incshon (Incheon) | Szo-ku (Seo-gu)                 |  |
| I217          | Csuan (Juan) Nemzeti Ipari Komplexum (Incheon J Valley)       | 주안국가산단 (인천J밸리)    | 朱安國家産團 (仁川J밸리)    |                     | Incshon (Incheon) | Szo-ku (Seo-gu) Nam-ku (Nam-gu) |  |
| I218          | Csuan (Juan)                                                  | 주안                        | 朱安                        | 1-es vonal          | Incshon (Incheon) | Nam-ku (Nam-gu)                 |  |
| I219          | Polgári park (Kultúraépítő zóna)                              | 시민공원 (문화창작지대)     | 市民公園 (文化創作地帶)     |                     | Incshon (Incheon) | Nam-ku (Nam-gu)                 |  |
| I220          | Szokpaü piac (Seokbawi)                                       | 석바위시장                  | 石바위市場                  |                     | Incshon (Incheon) | Nam-ku (Nam-gu)                 |  |
| I221          | Városháza                                                     | 인천시청                    | 仁川市廳                    | Incshon (Incheon) 1 | Incshon (Incheon) | Namdong-ku (Namdong-gu)         |  |
| I222          | Szokcshon szagori (Seokcheon Sageori)                         | 석천사거리                  | 石川사거리                  |                     | Incshon (Incheon) | Namdong-ku (Namdong-gu)         |  |
| I223          | Morene (Moraenae) piac                                        | 모래내시장                  | 모래내市場                  |                     | Incshon (Incheon) | Namdong-ku (Namdong-gu)         |  |
| I224          | Manszu (Mansu)                                                | 만수                        | 萬水                        |                     | Incshon (Incheon) | Namdong-ku (Namdong-gu)         |  |
| I225          | Namdong-ku cshong (Namdong-gu cheong)                         | 남동구청                    | 南洞區廳                    |                     | Incshon (Incheon) | Namdong-ku (Namdong-gu)         |  |
| I226          | Nagy Park                                                     | 인천대공원                  | 仁川大公園                  |                     | Incshon (Incheon) | Namdong-ku (Namdong-gu)         |  |
| I227          | Unjon (Unyeon) (Szocshang (Seochang)                          | 운연 (서창)                 | 雲宴 (西昌)                 |                     | Incshon (Incheon) | Namdong-ku (Namdong-gu)         |  |
|               |                                                               |                             |                             |                     |                   |                                 |  |